# Црноєвичі
Црноєвичі або Чорноєвичі, Черноєвичі (чорн. Црнојевићи (на чорногорській кирилиці) серб. Црнојевићи) — сербська та чорногорська династія, що правила  в середньовічній державі Зета на території сучасної Чорногорії.
Спочатку представники цього роду боролися з Балшичами які володарювали  в Зеті, а в XIV-XV століттях самі встали на чолі цього князівства. З другої половини XV століття Црноєвичі грають ключову роль у виживанні Зети під османським натиском.
Нащадки Чорноєвичів жили в Угорщині та Венеції до середини XVII століття. 
Питання про те, чи належав народжений неподалік від Цетинє патріарх Сербської православної церкви Арсеній ІІІ Черноєвич (1633-1706) до роду Црноєвичів, досі остаточно не з'ясоване. Це ж відноситься і до сербських родин Црноєвичів нового часу, наприклад, до сербського генерала Семена Црноєвича, дочка якого була в шлюбі з сенатором Російської імперії І.М. Муравйовим-Апостолом.

## Найважливіші представники
- Георгій I Ільїч (1326 - 1362) - предок династії Црноєвичів
- Радич Црноєвич (кінець XIV століття - 1396)
- Георгій I і Олекса (1403-1435)
- Гойчин (?-1451)
- Стефан I (1451-1465)
- Іван I (1465-1490) - засновник Цетинє
- Георгій IV (1490-1496)
- Стефан II (1496-1498)
- Іван II (1498-1515)
- Георгій V (1515-1516)